# この空を飛べたら
「この空を飛べたら」（このそらをとべたら）は、1978年3月10日に加藤登紀子が発売したシングル。

## 解説
フジテレビ系ゴールデンドラマシリーズ『球形の荒野』の主題歌に採用され、累計で35万枚を売り上げた
作詞と作曲はともに中島みゆきが手掛けた。加藤は「世界歌謡祭」でグランプリを受賞した中島をテレビで観て、主催のヤマハ音楽振興会へ電話して中島に会い楽曲作製を依頼した。
TBSテレビ系列『ザ・ベストテン』の「今週のスポットライト」コーナーで、5月11日に初出演して本楽曲を歌唱した。
『第20回日本レコード大賞』で「西條八十賞」（のちの作詞賞）を受賞する。
中島は1979年11月21日発売のアルバム『おかえりなさい』の6曲目でセルフカバー、2004年11月17日発売の『いまのきもち』の5曲目でもアレンジを変えて再度セルフカバーしている。
加藤と中島で、2番の歌詞に若干差異がある。

## 収録曲
1. この空を飛べたら（3分31秒）
作詞・作曲：中島みゆき／編曲：福井峻
2. 裸足になって（2分48秒）[3]
作詞・作曲：加藤登紀子／編曲：告井延隆

## その他のカヴァー
- 研ナオコ - カヴァー・アルバム『NAOKO VS MIYUKI (研ナオコ、中島みゆきを唄う)』（1978年）
- 岩崎宏美 - ライブ・アルバム『ラブ・コンサート・パート2〜ふたりのための愛の詩集〜』（1978年）
- 藤あや子
- 香西かおり
- 加藤いづみ - カヴァー・アルバム『favorite』(2008年)
- 門倉有希 - カヴァー・アルバム『カバーズベスト』(2019年)